# Tenuirostritermes tenuirostris
Tenuirostritermes tenuirostris är en termitart som först beskrevs av Desneux 1904.  Tenuirostritermes tenuirostris ingår i släktet Tenuirostritermes och familjen Termitidae. Inga underarter finns listade i Catalogue of Life.